# Roger Mindonnet
Roger Mindonnet, né le 24 décembre 1924 à Châteauroux (Indre), est un footballeur international français. Il est décédé dans sa ville natale le 18 mars 2018,.
Son poste de prédilection est défenseur. Il compte quatre sélections en équipe de France de football : le 27 avril 1949 - Écosse 2-0 France à Hampden Park (Glasgow) en amical, le 22 mai 1949 - France 1-3 Angleterre à Colombes en amical, le 4 juin 1949 - France 4-2 Suisse à Colombes en amical, le 19 juin 1949 - France 1-5 Espagne à Colombes en amical.

## Palmarès
- Champion de France en 1951 avec l'OGC Nice
- Finaliste de la Coupe de France en 1946 avec le Red Star
- Finaliste de la Coupe de France en 1953 avec le FC Nancy